# Sân vận động tỉnh Fukui
Sân vận động tỉnh Fukui (福井県営球場) là một sân vận động bóng chày nằm ở thành phố Fukui, tỉnh Fukui, Nhật Bản. Mở cửa vào ngày 9 tháng 8 năm 1967, nơi đây được sử dụng chủ yếu cho các trận đấu bóng chày và là sân nhà của câu lạc bộ Fukui Miracle Elephants.